# Megarcys ochracea
Megarcys ochracea är en bäcksländeart som först beskrevs av František Klapálek 1912.  Megarcys ochracea ingår i släktet Megarcys och familjen rovbäcksländor. Inga underarter finns listade i Catalogue of Life.